# Villa Marguerite Yourcenar

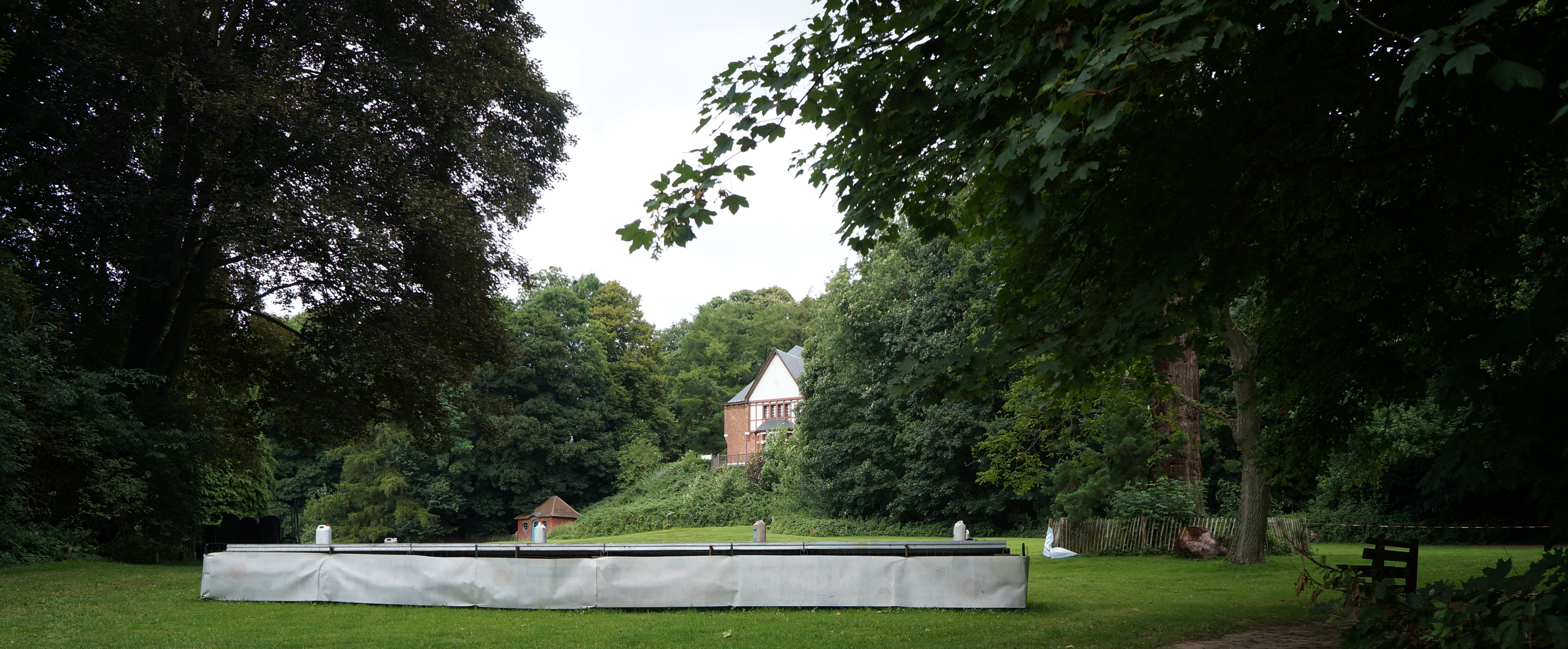
Villa Marguerite Yourcenar

De Villa Marguerite Yourcenar of Villa du Mont-Noir is een grote burgerlijke villa, in een gemengd art deco en neo-Normandische stijl gebouwd, in een regionaal park van 40 hectare in Sint-Janskappel in Frans-Vlaanderen, in de regio Hauts-de-France. De villa is vernoemd naar de schrijfster Marguerite Yourcenar.
De villa, eerder eigendom van de heer en mevrouw Dufour, wordt vaak gepresenteerd als het oude paviljoen van de bewakers of de stallen van het verdwenen in neo-Lodewijk XIII-stijl gebouwde kasteel van de familie Dufresne. In werkelijkheid is de villa in het jaar 1930 gebouwd op de plaats waar ooit, volgens sommigen, dit bewakerspaviljoen of, volgens anderen, de oude stallen, stonden. Dit alles werd volledig verwoest in 1918, samen met het kasteel, bij het bombardement van Sint-Janskappel.
De villa is nu een residentie voor schrijvers. Stefan Hertmans werd geselecteerd als eerste Belgische writer in residence. Anne Provoost verbleef in Villa Marguerite Yourcenar van 2 tot 29 maart 2012.